# Establecimiento Coronel Pringles
El Establecimiento "Coronel Pringles" es un establecimiento militar del Ejército Argentino con asiento en Quiñihual y bajo la dependencia orgánica de la Dirección de Remonta y Veterinaria.

## Reseña
Con un campo de 5700 ha fue creado este establecimiento el 6 de diciembre de 1944.
Al declararse de interés nacional el criado del équido en 1967, fueron escogidos para ello este establecimiento y el Haras General Lavalle con asiento en Tandil. Actualmente el establecimiento produce alimento para ganado y cría burros y mulas para abastecimiento de las unidades e institutos militares del Ejército. Además, cría la raza de caballo Cuarto de Milla.